# Samerey
Samerey – miejscowość i gmina we Francji, w regionie Burgundia-Franche-Comté, w departamencie Côte-d’Or.
Według danych na rok 1990 gminę zamieszkiwało 156 osób, a gęstość zaludnienia wynosiła 22 osoby/km² (wśród 2044 gmin Burgundii Samerey plasuje się na 755. miejscu pod względem liczby ludności, natomiast pod względem powierzchni na miejscu 1105.).